# Lisa Carlsson
Lisa Carlsson, folkbokförd Karlsson, född 6 april 1949 i Örby församling i dåvarande Älvsborgs län, är en svensk journalist, sedan många år utrikeskorrespondent för svensk radio och TV.
Lisa Carlsson är dotter till fårfarmaren Arvid Carlsson och sjuksköterskan Gunvor, ogift Richardsson. Efter journaliststudier på högskolenivå i Göteborg 1970–1972 var hon anställd vid Sveriges radio i Örebro 1972–1980, korrespondent i Oslo för Riksradion och Sveriges Television 1981–1986, arbetade med radioprogrammet Förmiddag i P1 1986–1987 och var en tid från 1988 redaktionssekreterare vid Sveriges Radio.
Hon är sedan många år verksam som utrikeskorrespondent. Hon har rapporterat från länder som Norge och Storbritannien och är numera stationerad i Washington DC, USA.
Lisa Carlsson gifte sig 1974 med journalisten Anders Lindqvist (född 1947), son till lantbrukaren Birger Lindqvist och skolköksläraren Märta, ogift Ewerlöf. Tillsammans fick de dottern Maja (född 1976) och Anton (född 1980). Senare blev hon sambo med Leif Carlsson.